# リンダ・ロンシュタット (アルバム)
| 専門評論家によるレビュー      | 専門評論家によるレビュー |
| レビュー・スコア              | レビュー・スコア         |
| 出典                          | 評価                     |
| ----------------------------- | ------------------------ |
| Allmusic                      | [ 3 ]                    |
| Christgau's Record Guide      | B−                       |
| The Rolling Stone Album Guide | [ 5 ]                    |

『リンダ・ロンシュタット』は、アメリカの歌手リンダ・ロンシュタットのスタジオ・アルバム。当初、1972年1月17日にキャピトル・レコードから発売された。このアルバムはリンダ・ロンシュタットのソロでキャリアにおける3枚目のスタジオ・アルバムであり、10曲が収録されていた。このアルバムにはカントリー、フォーク、R&Bなどのカバーとともに新しいシンガー・ソングライターによる楽曲が収められている。このアルバムからは、チャート入りした「ロック・ミー・オン・ザ・ウォーター」を含む2枚のシングルが発売された。

## 背景とレコーディング
1972年までに、リンダ・ロンシュタットはソロアーティストとして『ハンド・ソーン...ホーム・グローン』（1969年）と『シルク・パース』（1970年）の2枚のスタジオ・アルバムを録音していた。この2枚はカントリージャンルに触発されたものだった。ロンシュタットの1972年のセルフタイトルのスタジオ・アルバムは、よりカントリーロック的なサウンドを取り入れながら、このジャンルにさらに踏み込みこんで行くことになった。このアルバムのレコーディングはテネシー州ナッシュビルのクアドラフォニック・サウンドを皮切りに、いくつものスタジオで行われた。しかしながら、ほとんどのセッションはアラバマ州シェフィールドのマッスル・ショールズ・サウンド・スタジオとカリフォルニア州ハリウッドのユナイテッド・ウェスタンで行われた。3曲については、やはりハリウッドにある*トルバドールでライブ形式で録音された。アルバムのプロデュースはジョン・ボイランが行い、グレン・フライとドン・ヘンリーがセッションに参加した。この2人のミュージシャンは、イーグルス結成前にロンシュタットのバンドに参加していた。

## 内容
『リンダ・ロンシュタット』には10曲が収録された。1曲目はジャクソン・ブラウンが書いた「ロック・ミー・オン・ザ・ウォーター」だった。ロンシュタットのバージョンは、ブラウン自身のものよりも数ヶ月早く公開された。これ以外にもリヴィングストン・テイラーが書いた「イン・マイ・リプライ」や、エリック・カズの「アイ・ウォント・ビー・ハンギン・ラウンド」や、エリック・アンダーセンの「アイ・エイント・オールウェイズ・ビーン・フェイスフル」も収録された。アルバムには「クレイジー・アームズ」（レイ・プライスのシングルが初出）やジョニー・キャッシュの「アイ・スティル・ミス・サムワン」、パッツィー・クラインの「アイ・フォール・トゥ・ピーシズ」などのカントリーのスタンダード曲のカバーも収録された。また、フォンテラ・バスのR&Bシングル「レスキュー・ミー」やフォークソングの「ランブリン・ラウンド」なども収録された。7曲はスタジオ録音が使用され、「レスキュー・ミー」、「アイ・フォール・トゥ・ピーシズ」、「バーズ」の3曲はトルバドールでのライブ録音が使用された。

## リリース、チャートパフォーマンス、シングル、レガシー
『リンダ・ロンシュタット』は、最初1972年1月17日にキャピトル・レコードから、ロンシュタットの3枚目のソロ・スタジオ・アルバムとして発売された。当初、ヴァイナルLP、8トラック、カセットで売り出された。LPとカセットは両面に5曲づつが収録された。本作は、ロンシュタットにとって2枚目のBillboard 200の総合ジャンルチャートに入ったソロ・スタジオ・アルバムとなった。1972年2月にBillboard 200に初登場し、3月に最高順位の163位に達した。また、ロンシュタットにとって日本のオリコンチャートに登場した初めてのアルバムとなり、最高87位に達した。このアルバムからは2枚のシングルがリリースされ、1枚目は1971年9月の「アイ・フォール・トゥ・ピーシズ」のカバーだった。1972年4月にアルバムからの2枚目のシングルとして「ロック・ミー・オン・ザ・ウォーター」が発売された。後者は全米チャートに入ったロンシュタットの3枚目のシングルとなり、Billboard Hot 100で最高85位となった。
このアルバムおよび先行アルバムの売り上げが芳しくないことがロンシュタットがキャピトルを離れる要因となった。アサイラム・レコードと契約し、アサイラムでの最初のアルバムを録音した後で、キャピトルとの契約を満たすために1974年のアルバム『悪いあなた』を出すことが求められた。皮肉なことに、このアルバムが商業的にブレークするきっかけとなった。AllMusicのスティーヴン・トーマス・アーレワインは後に『リンダ・ロンシュタット』をこのアルバムが「フォーク・ロックとのつながり」とともに新しいシンガー・ソングライターの作曲をフィーチャーしていることから「彼女のキャリアにおいて極めて重要なアルバム」と呼んだ。

## 収録曲
| #         | タイトル                                     | 作詞・作曲                                       | 原題                     | 時間  |
| --------- | -------------------------------------------- | ------------------------------------------------ | ------------------------ | ----- |
| 1.        | 「ロック・ミー・オン・ウォーター」           | ジャクソン・ブラウン                             | Rock Me On the Water     | 3:40  |
| 2.        | 「クレイジー・アームズ」                     | ラルフ・ムーニー （ 英語版 ） チャック・シールズ | Crazy Arms               | 3:33  |
| 3.        | 「アイ・ウォント・ビー・ハンギン・ラウンド」 | エリック・カズ                                   | I Won't Be Hangin' Round | 3:03  |
| 4.        | 「アイ・スティル・ミス・サムワン」           | ジョニー・キャッシュ ロイ・キャッシュ・ジュニア  | I Still Miss Someone     | 2:42  |
| 5.        | 「イン・マイ・リプライ」                     | リヴィングストン・テイラー                       | In My Reply              | 3:32  |
| 合計時間: | 合計時間:                                    | 合計時間:                                        | 合計時間:                | 16:30 |

| #         | タイトル                                                 | 作詞・作曲                                                      | 原題                         | 時間  |
| --------- | -------------------------------------------------------- | --------------------------------------------------------------- | ---------------------------- | ----- |
| 6.        | 「アイ・フォール・トゥ・ピーシズ」                       | ハンク・コーラン （ 英語版 ） ハーラン・ハワード （ 英語版 ）   | I Fall to Pieces             | 3:11  |
| 7.        | 「ランブリン・ラウンド」                                 | レッドベリー ウディ・ガスリー ジョン・ローマックス （ 英語版 ） | Ramblin' 'Round              | 3:22  |
| 8.        | 「バーズ」                                               | ニール・ヤング                                                  | Birds                        | 3:01  |
| 9.        | 「アイ・エイント・オールウェイズ・ビーン・フェイスフル」 | エリック・アンダーセン                                          | I Ain't Always Been Faithful | 2:51  |
| 10.       | 「レスキュー・ミー」                                     | レイナード・マイナー カール・スミス                             | Rescue Me                    | 2:47  |
| 合計時間: | 合計時間:                                                | 合計時間:                                                       | 合計時間:                    | 15:12 |

## パーソネル
全てのクレジットは『リンダ・ロンシュタット』のライナーノーツから
| ミュージシャン - リンダ・ロンシュタット – リードボーカル、編曲 (2, 7)、タンバリン (10) - バリー・ベケット – キーボード (3) - ジョン・ボイラン – ギター (1, 2, 5, 6, 8, 9)、編曲 (2, 5, 9) - グレン・フライ – ギターr (1, 6, 8–10)、編曲 (1)、バックボーカル (9, 10) - スニーキー・ピート・クライノウ – ペダル・スティール・ギター (1, 2, 6, 8, 10) - リチャード・ボウデン – エレキギター (2) - ティッピィ・アームストロング – ギター (3) - ウェルドン・マイリック – スティール・ギター (3) - バーニー・レドン – ギター (4, 5, 7)、バックボーカル (5, 7) - ハーブ・ペダーソン – ギター (4)、バックボーカル (5, 7)、バンジョー (7) - ディーン・ウェッブ – マンドリン (4) - ムーン・マーティン – バックボーカル (4)、ギター (8, 10) - バディ・エモンズ – ペダル・スティール・ギター (5, 9) | - マイケル・ボウデン – ベースギター (1, 2, 6, 8–10) - デヴィッド・フッド – ベースギター (3) - ウェズリー・プリチェット – ベースギター (4) - ランディ・マイズナー – ベースギター (5)、バックギター (8, 10) - ライル・リッツ – ベースギター (7) - ドン・ヘンリー – ドラムス (1, 2, 6, 8, 9, 10)、バックボーカル (8, 9, 10) - ロジャー・ホーキンス – ドラムス (3) - マイク・ボッツ – ドラムス (5) - ジミー・フェイデン – ハーモニカ (7) - ギル・ギルボー – フィドル (2, 4, 6, 7), バックボーカル (4) - J.D.サウザー – バックボーカル (2)、リードボーカル、ハーモニーボーカル - メリー・クレイトン – バックボーカル (3) - ダイアン・デヴィッドソン – バックボーカル (3) - ミス・オナ – バックボーカル (3) |

技術
- ジョン・ボイラン – プロデューサー
- アル・コーリィ – 制作コーディネーター
- ドン・ブレイク – エンジニア
- ラリー・ハンビィ – エンジニア
- ルディ・ヒル – エンジニア
- ウォリー・ハイダー（英語版） – エンジニアー
- マイク・シールズ – エンジニア、ミキシング、マスタリング
- レイ・トンプソン – エンジニア
- ディーン・トーレンス – デザイン
- ジョン・ヘルンレ – アート・ディレクション
- エド・カラエフ（英語版） – 写真

## チャート
| チャート（1972年） | 最高 順位 |
| ------------------ | --------- |
| 日本 (オリコン)    | 87        |
| US Billboard 200   | 163       |

## リリース履歴
| 地域     | 日付          | 形式                        | レーベル             | 備考   |
| -------- | ------------- | --------------------------- | -------------------- | ------ |
| ドイツ   | 1972年1月17日 | LP                          | キャピトル・レコード | [ 15 ] |
| 日本     | 1972年1月17日 | LP                          | キャピトル・レコード | [ 16 ] |
| 北米     | 1972年1月17日 | LP カセット                 | キャピトル・レコード | [ 7 ]  |
| イギリス | 1972年1月17日 | LP                          | キャピトル・レコード | [ 17 ] |
| オランダ | 1975年        | LP                          | キャピトル・レコード | [ 18 ] |
| 日本     | 1992年        | CD                          | スーパーマスター     | [ 19 ] |
| 北米     | 1995年        | CD                          | キャピトル・レコード | [ 20 ] |
| 北米     | 2020年ごろ    | ダウンロード ストリーミング | キャピトル・レコード | [ 21 ] |